# 亀谷長純
亀谷 長純（かめや ちょうじゅん、1976年11月10日 - ）は、埼玉県川口市出身のモーターサイクル・ロードレースライダー。2001年のロードレース世界選手権250ccクラスチャンピオンの加藤大治郎は従兄弟。

## 戦績
- 1995年 全日本ロードレース選手権　GP250　ランキング18位
- 1996年 全日本ロードレース選手権　GP250　ランキング6位
- 1997年 全日本ロードレース選手権　GP250　ランキング7位
- 1998年 全日本ロードレース選手権　GP250　ランキング2位
- 1999年 全日本ロードレース選手権　スーパーバイク　ランキング10位　チーム スズキ から参戦（スズキ）
- 2000年 全日本ロードレース選手権　GP250　ランキング6位（1勝）　HITMAN RC甲子園ヤマハ から参戦（ヤマハ）
- 2001年 全日本ロードレース選手権　GP250　ランキング6位　HITMAN RC甲子園ヤマハ から参戦（ヤマハ）
- 2002年 全日本ロードレース選手権　GP250　ランキング13位　バーニング ブラット RT から参戦（ホンダ）
- 2003年 全日本ロードレース選手権　GP250　ランキング3位（1勝）　バーニング ブラッド RT から参戦（ホンダ）
- 2004年 全日本ロードレース選手権　GP250　ランキング3位（最高位2位3回）バーニング・ブラッド RTから参戦（ホンダ）
- 2005年 全日本ロードレース選手権　JSB1000　ランキング9位　チーム 桜井ホンダ から参戦（ホンダ）
- 2006年 全日本ロードレース選手権　JSB1000　ランキング10位　Team 桜井ホンダ から参戦（ホンダ）
- 2007年 全日本ロードレース選手権　JSB1000　ランキング5位（1勝） Team 桜井ホンダ から参戦（ホンダ）
- 2008年 全日本ロードレース選手権　JSB1000　ランキング8位（最高位2位）　Team 桜井ホンダ から参戦（ホンダ）
- 2009年 全日本ロードレース選手権　JSB1000　ランキング6位（1勝）　Honda DREAM RT 桜井ホンダ から参戦（ホンダ）
- 2010年 全日本ロードレース選手権　JSB1000　Team桜井ホンダ から参戦（ホンダ）